# Губернатор
Губернатор је административни лидер и шеф државе или политичког региона, рангиран испод шефа државе и у неким случајевима, као што су генерални гувернери, као шеф званичног представника државе. У зависности од врсте политичког региона или политике, гувернер може бити именован или изабран, а овлашћења гувернера могу значајно да варирају, у зависности од јавних закона који важе на локалном нивоу. Придев који се односи на гувернера је губернаторски, од латинског корена gubernare. Губернатор (рус. Губернатор) је био непосредни начелник губерније у Руској Империји.

## Русија и бивши Совјетски Савез
Неке од административних јединица Русије предводе гувернери, док друге предводе председници или шефови администрација. Од 1991. до 2005. бирани су народним гласањем, а од 2005. до 2012. именовао их је савезни председник, а потврђивао их је покрајински парламент. Након дебате, коју је спровела Државна дума у априлу 2012. године, очекивало се да ће непосредни избори гувернера бити обновљени.

## Руска Империја
Губернатор је био непосредни начелник губерније (или области), први чувар неприкосновености права врховне власти и извршилац закона, статута, највиших наредби, указа 
Правитељствујушчег сената и преписки начелстава.
У лучким градовима (Николајеву и Кронштадту), козачким областима и пограничним губернијама постојала је дужност војног губернатора.

## Руска Федерација
Губернатор је највиши функционер субјекта Руске Федерације (краја, области, аутономног округа) који се налази на челу извршне власти. Од 1995. до 2005. године губернатора су бирали житељи субјеката Руске Федерације, а од 2005. године поставља га законодавни (представнички) орган субјекта Руске Федерације на приједлог предсједника Руске Федерације.
У националним републикама Руске Федерације, дужностима губернатора одговарају предсједници (нпр. Татарстана) и шефови република (нпр. Мордовија). У посебним регионима такође се користи титула »шеф администрације области« (нпр. Волгоградска област).

## Данашње азијске земље

### Кина
У Народној Републици Кини, титула гувернера се односи на највиши ранг извршне власти у покрајинској влади. Гувернер се обично налази на другом месту у хијерархији власти у провинцији, испод секретара покрајинског комитета Комунистичке партије Кине (КПК), који служи као највиши партијски званичник у покрајини. Гувернере бирају покрајински конгреси, а одобрава их шеф покрајинске партије. Сви гувернери нису локални становници у провинцијама којима управљају.
Назив се, такође, може користити када се односи на гувернера округа (县长).

### Индија
У Индији, свака држава има церемонијалног гувернера којег именује председник Индије. Ови гувернери се разликују од гувернера који су контролисали делове Индијског царства под британском контролом (за разлику од кнежевских држава) пре 1947.
Гувернер је шеф државе у Индији. Генерално, гувернер се именује за сваку државу, али након 7. уставног амандмана, 1956, један гувернер може бити именован за више од једне државе.

### Малезија
У Малезији, свака од четири немонархијске државе (Пенанг, Малака, Сабах и Саравак) има свечаног гувернера по имену Јанг ди-Пертуа Негери, кога је Јанг ди-Пертуан Агонг, савезни краљ Малезије, именовао на обновљиви четворогодишњи мандат, по савету премијера након консултација са државним владама. Свака од ових држава има посебног шефа владе који се зове Кетуа Ментери или главни министар. Четири Јанг ди Пертуа Негери су чланови Конференције владара; међутим, они не могу учествовати у избору Јанг ди-Пертуан Агонга, дискусијама у вези са привилегијама малајских владара и питањима која се тичу поштовања ислама.

### Јапан
У Јапану, титула гувернера (知事 chiji) се односи на највиши ранг извршне власти у влади префектуре. Гувернер се бира непосредним гласањем народа и имао је фиксни мандат од четири године. Не постоји ограничење у погледу броја мандата које особа може обављати као гувернер. Гувернер има значајну моћ унутар префектуре, укључујући могућност вета на уредбе које је донела скупштина префектуре, као и контролу буџета префектуре и овлашћење да распусти скупштину префектуре. Гувернер може бити подвргнут референдуму о опозиву. Укупно од једног до четири вицегувернера именује гувернер уз сагласност скупштине. У случају гувернерове смрти, инвалидитета или оставке, вицегувернер би био гувернер или вршилац дужности гувернера.